# Duggenahalli, Channarayapatna
Duggenahalli là một làng thuộc tehsil Channarayapatna, huyện Hassan, bang Karnataka, Ấn Độ.